# فالس پس (آلاسکا)
فالس پس (به انگلیسی: False Pass) شهری در بخش الوتینس شرقی، آلاسکا ایالت آلاسکا است که جمعیت آن در سرشماری سال ۲۰۰۰ میلادی ۶۴ نفر بوده‌است.

## نگارخانه

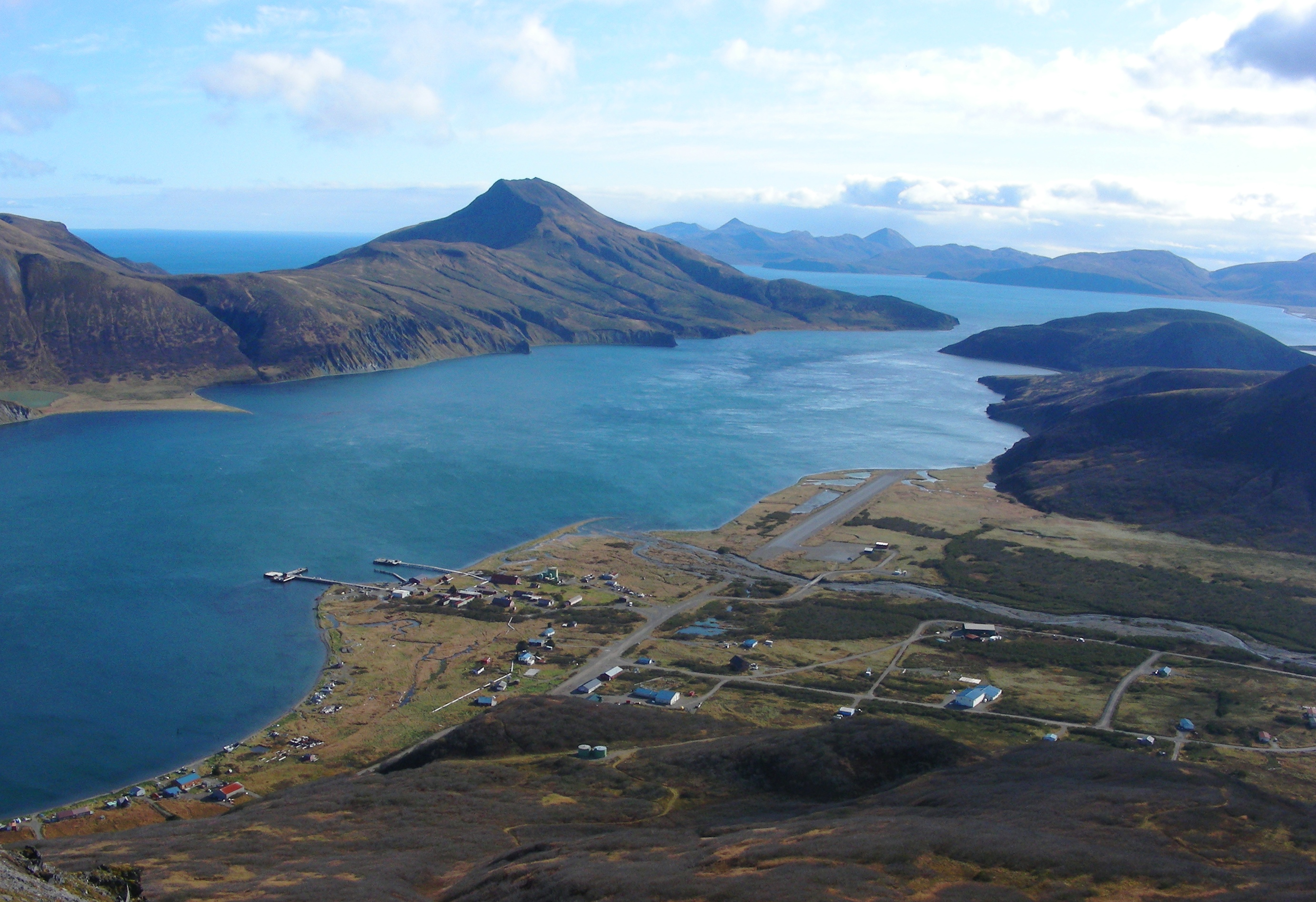
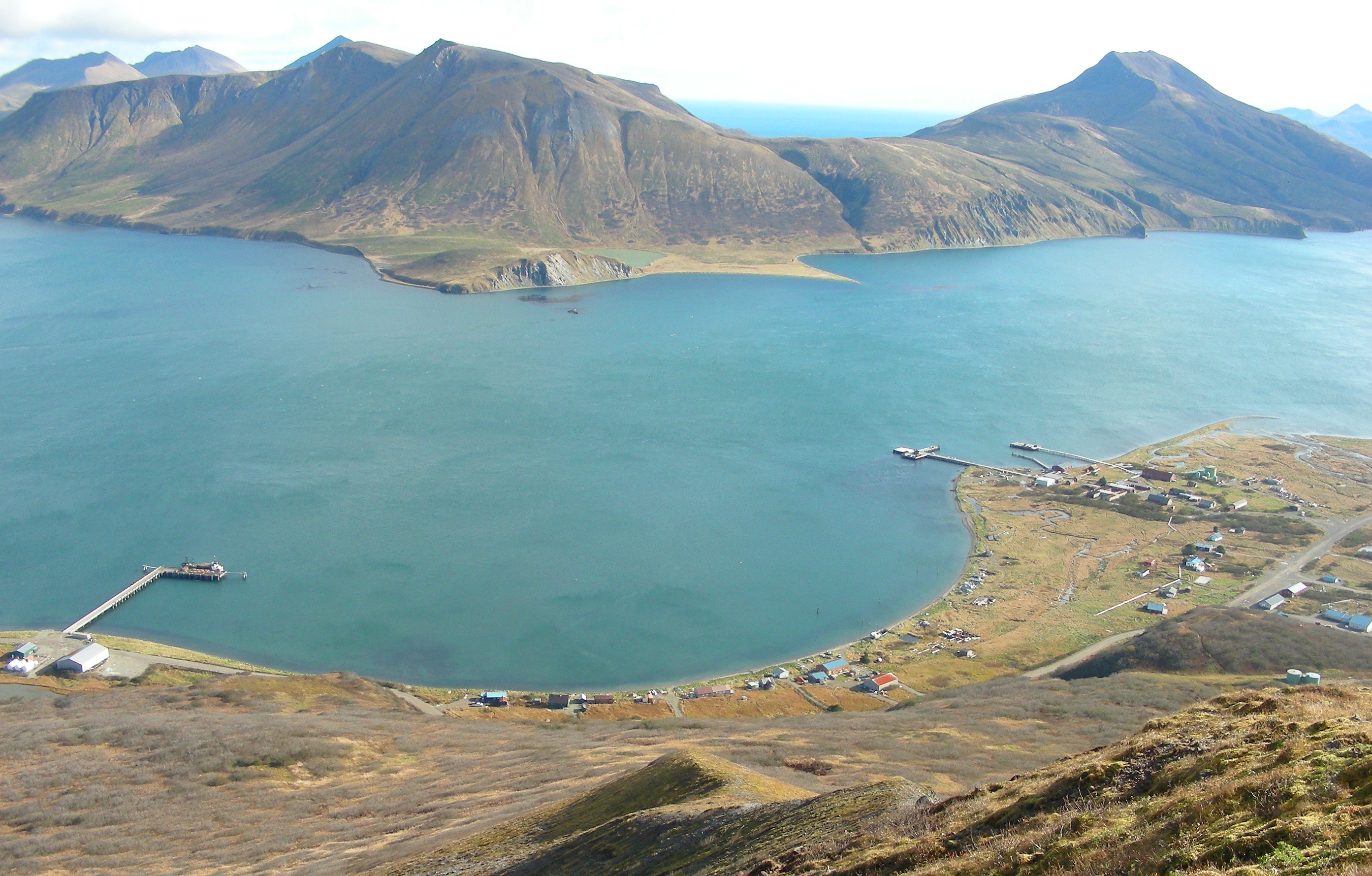
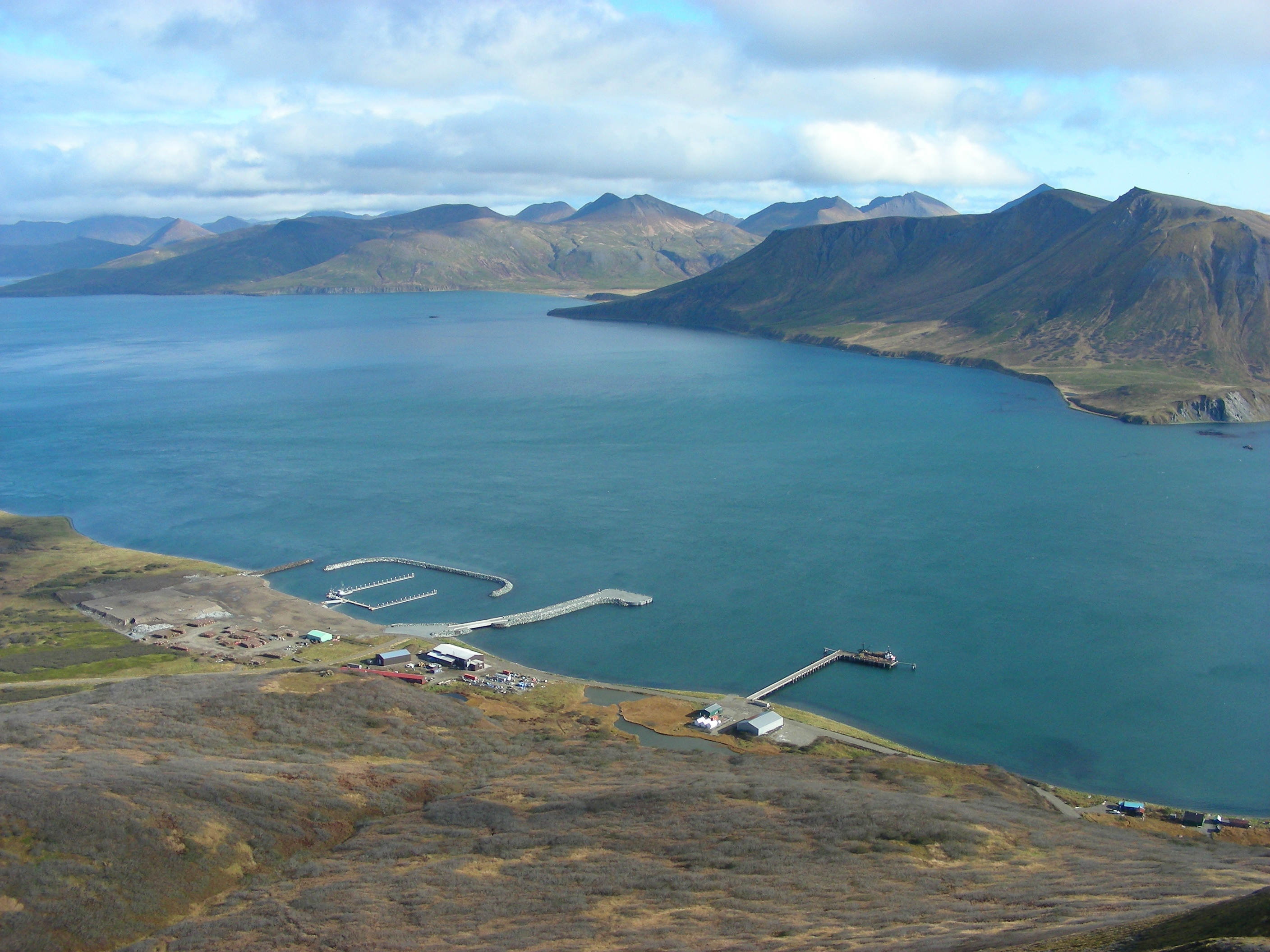
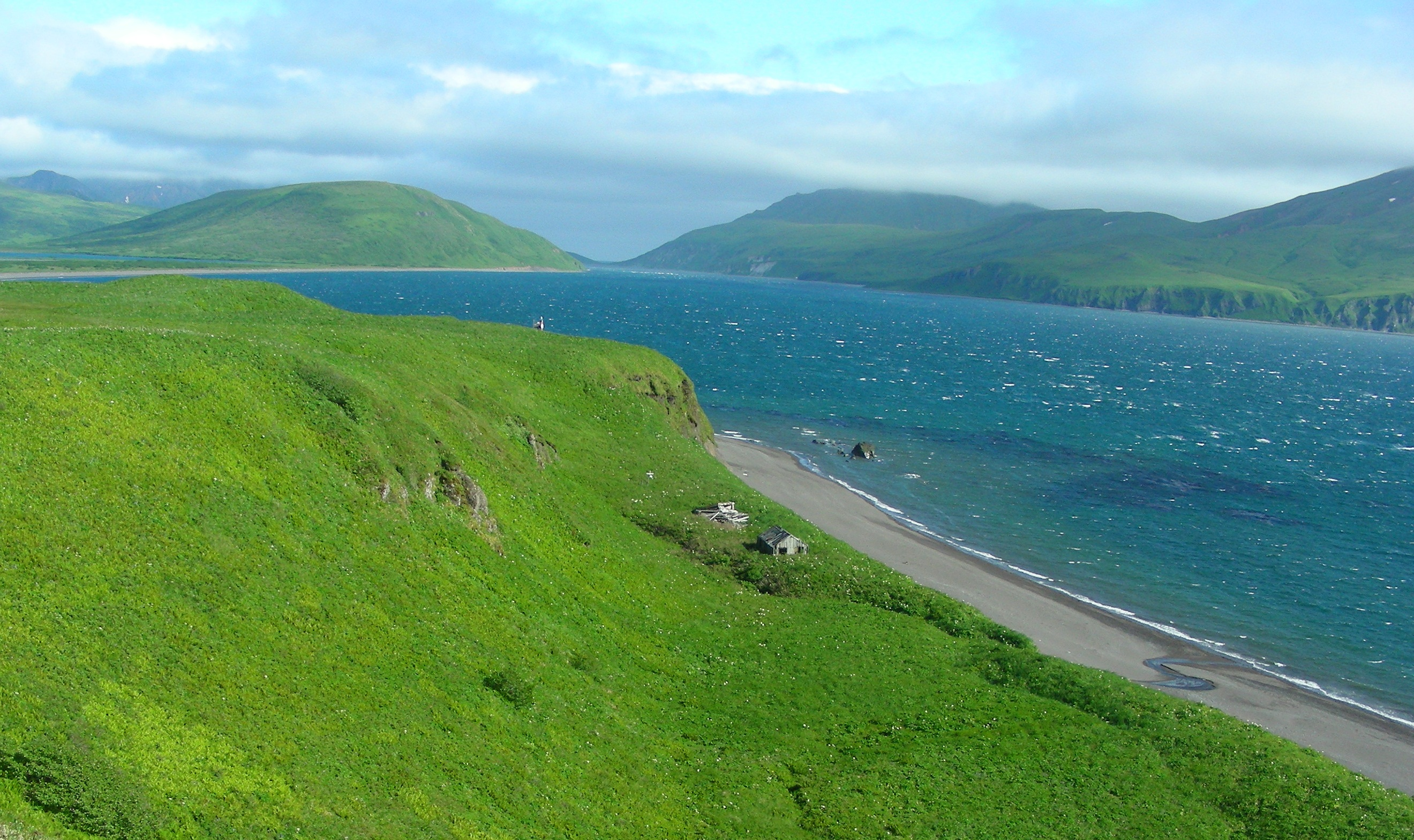
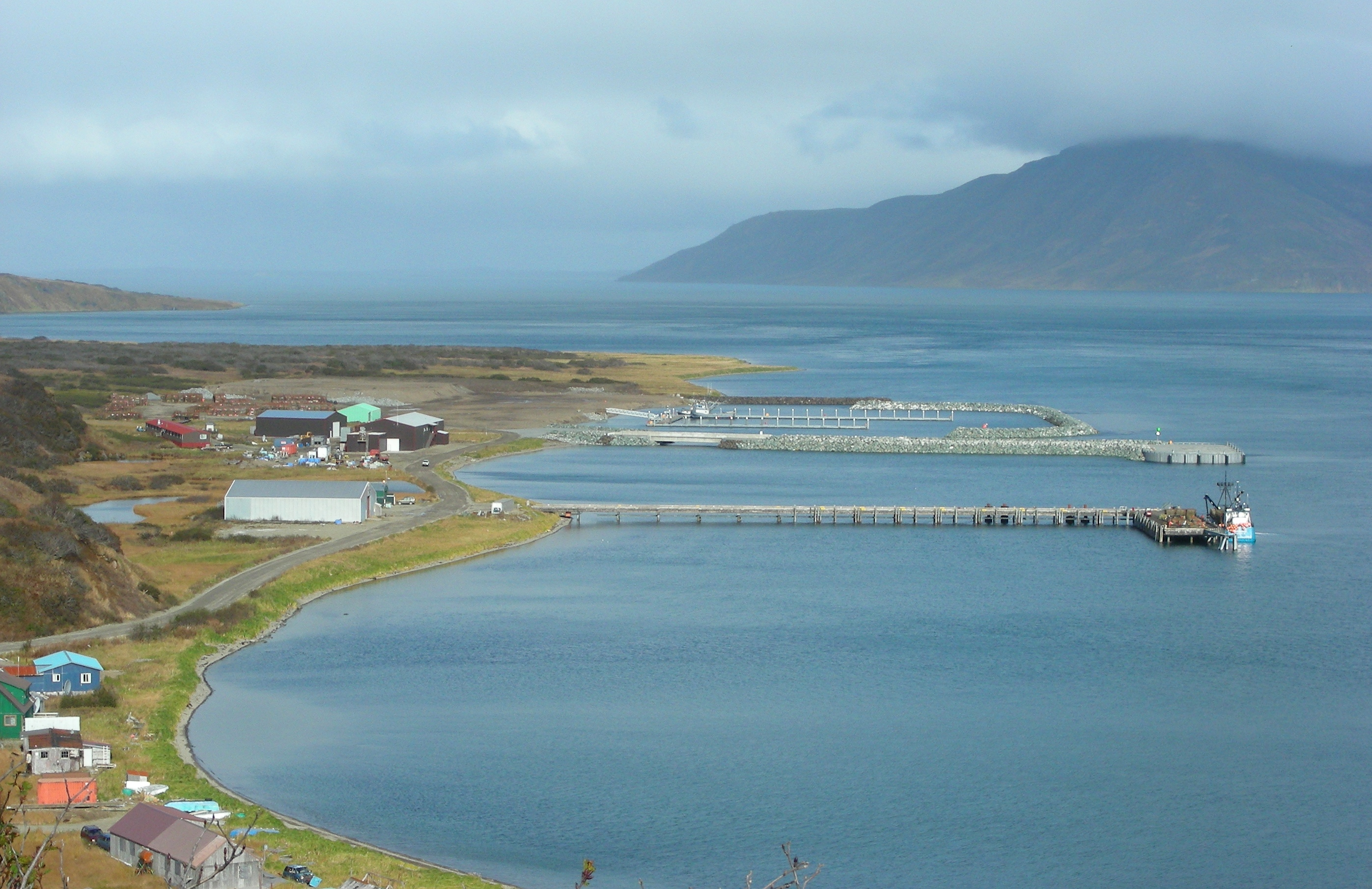
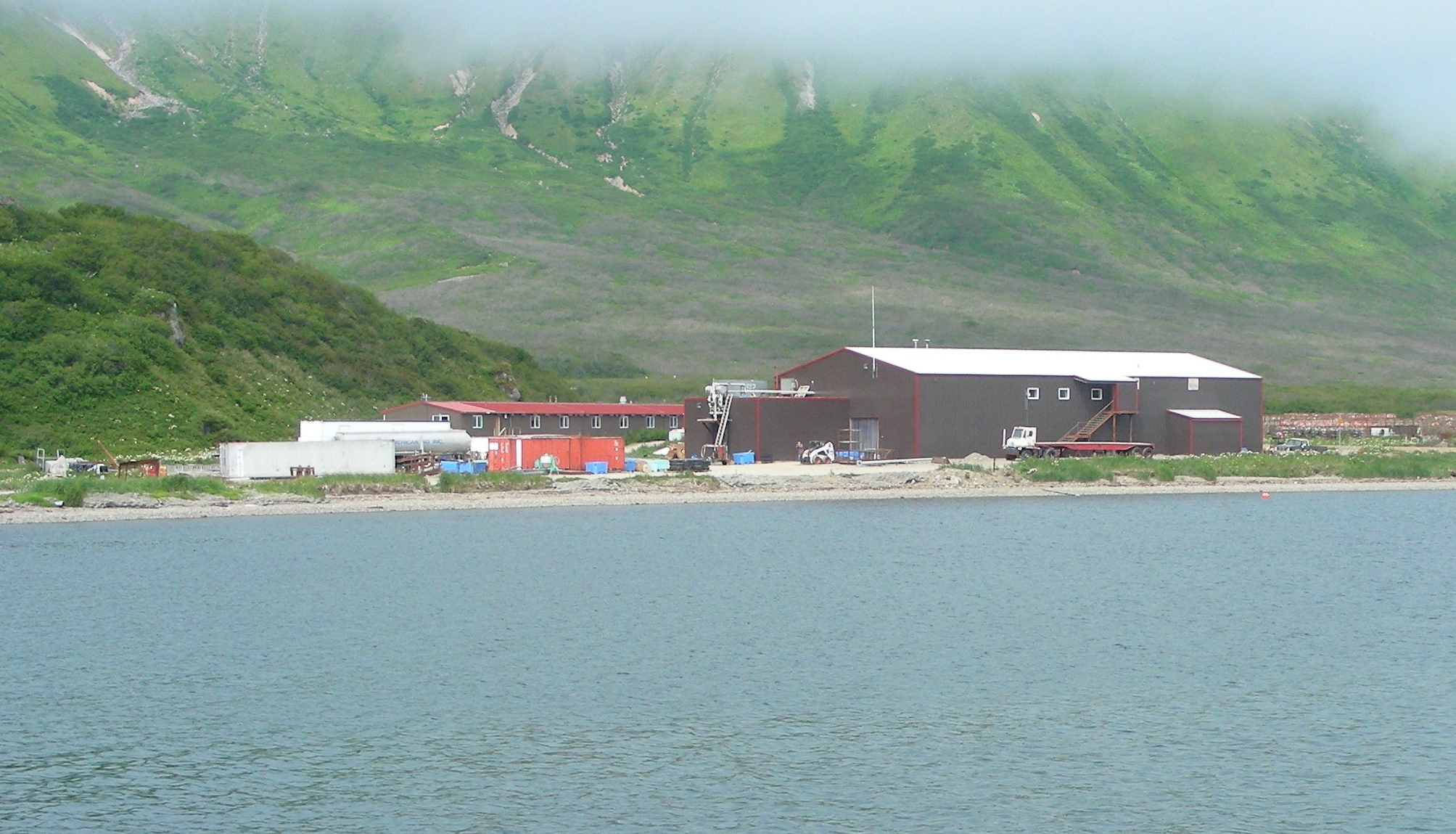
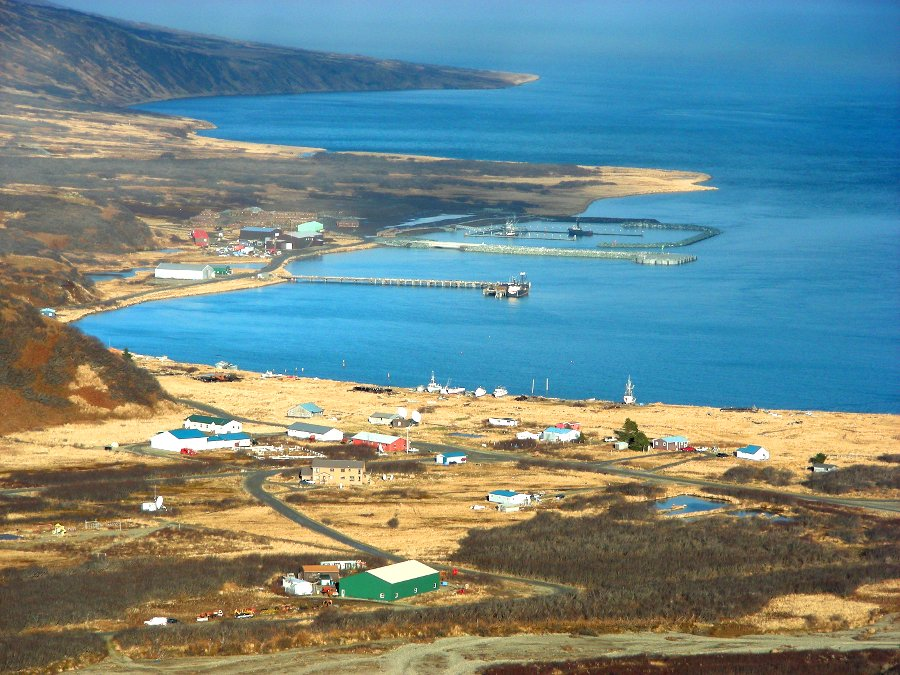
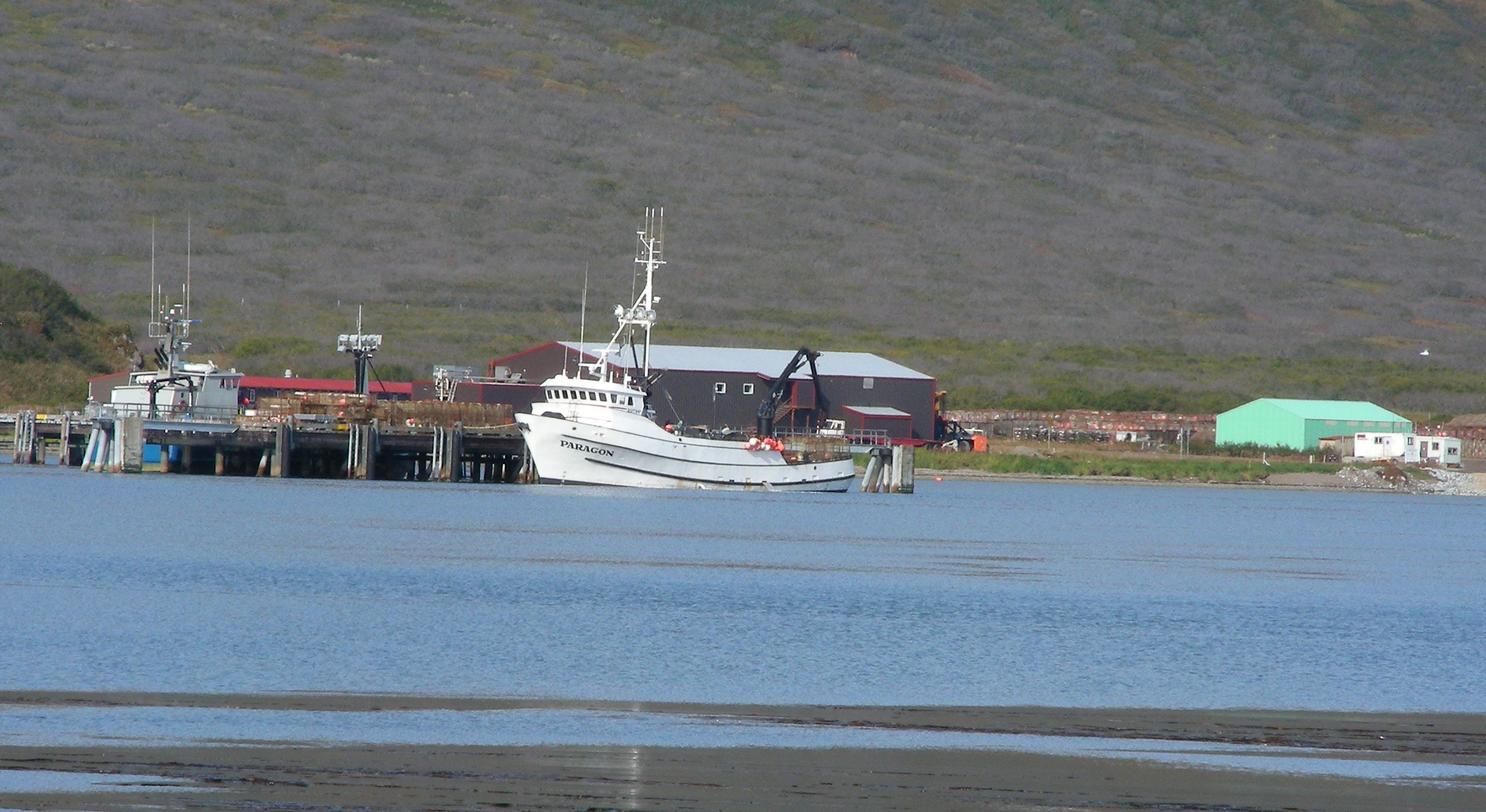
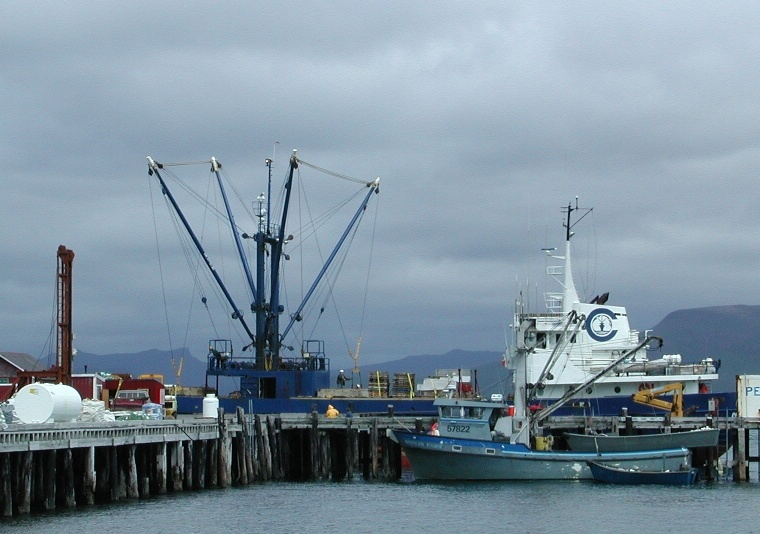
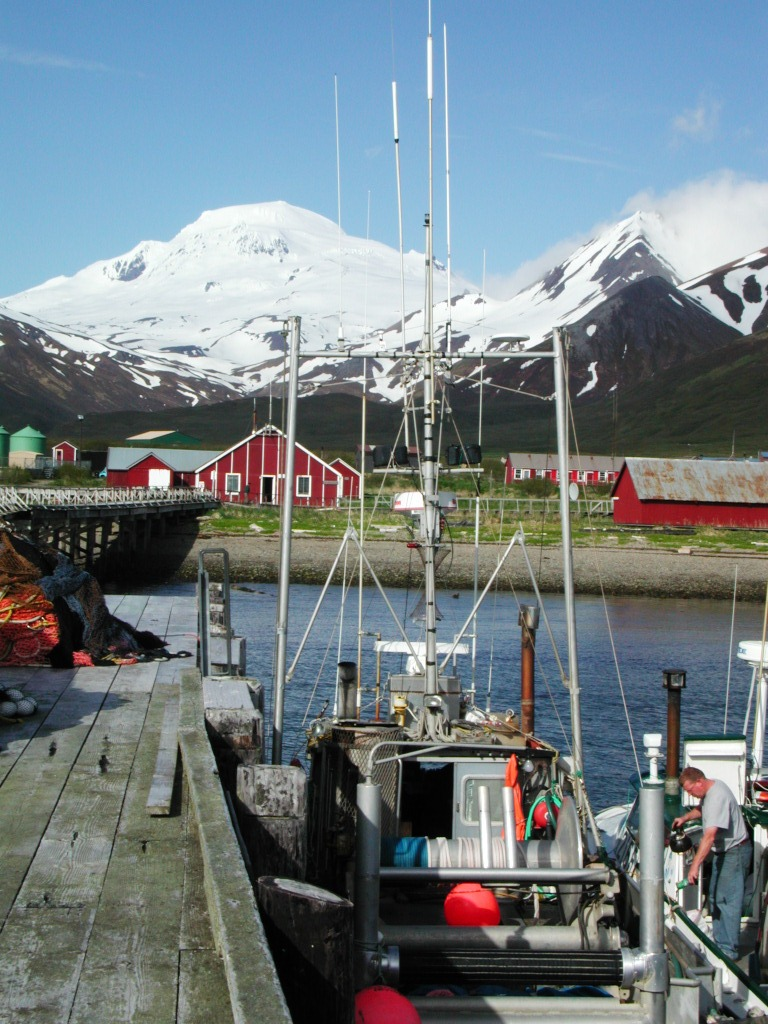
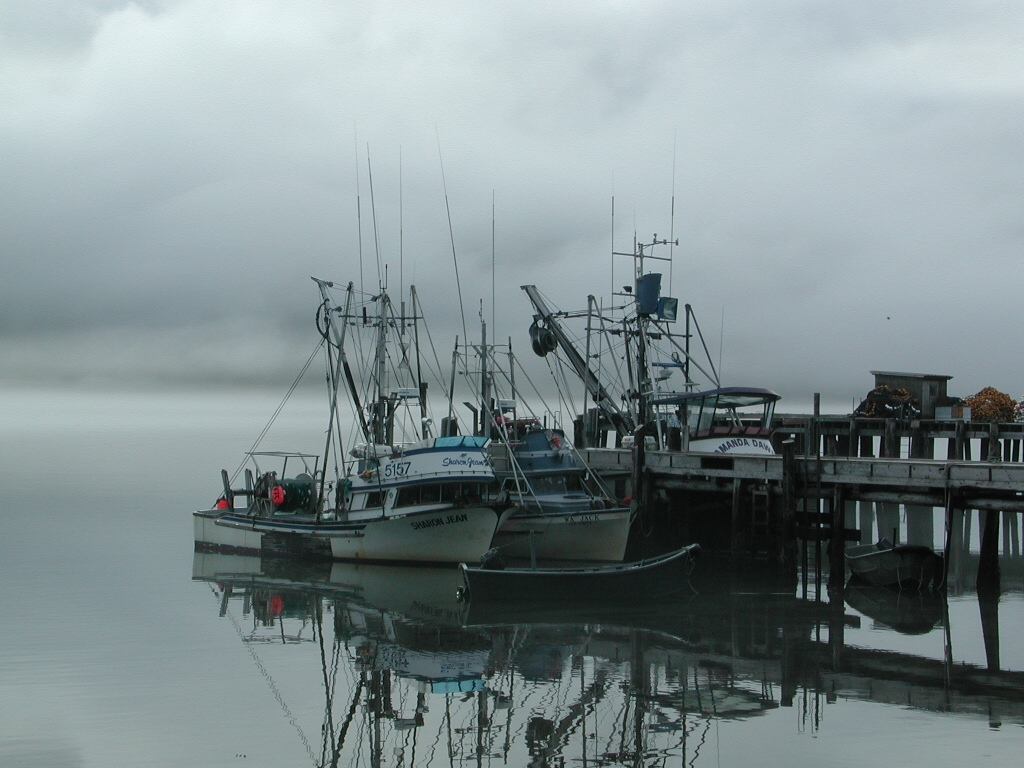
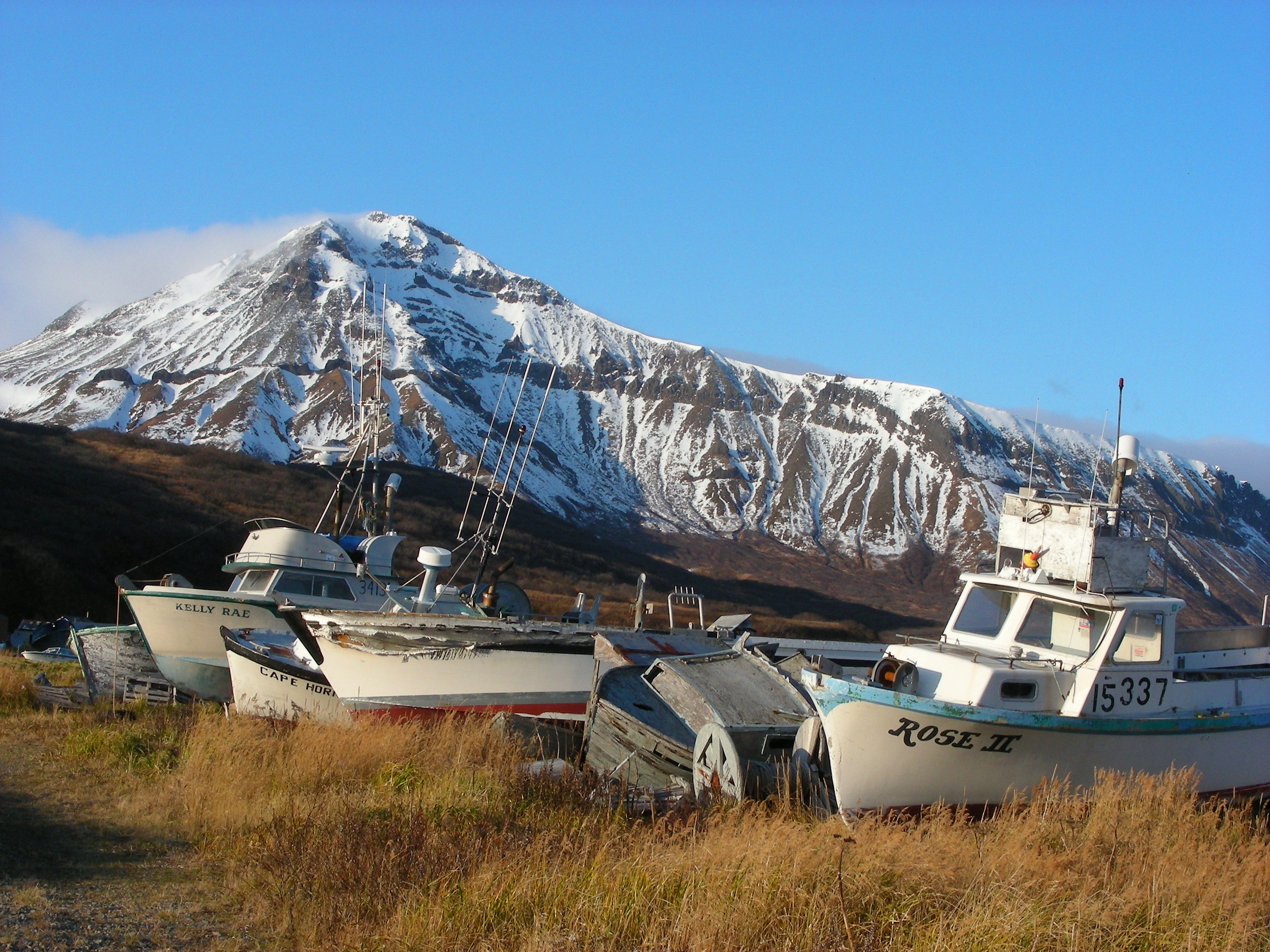
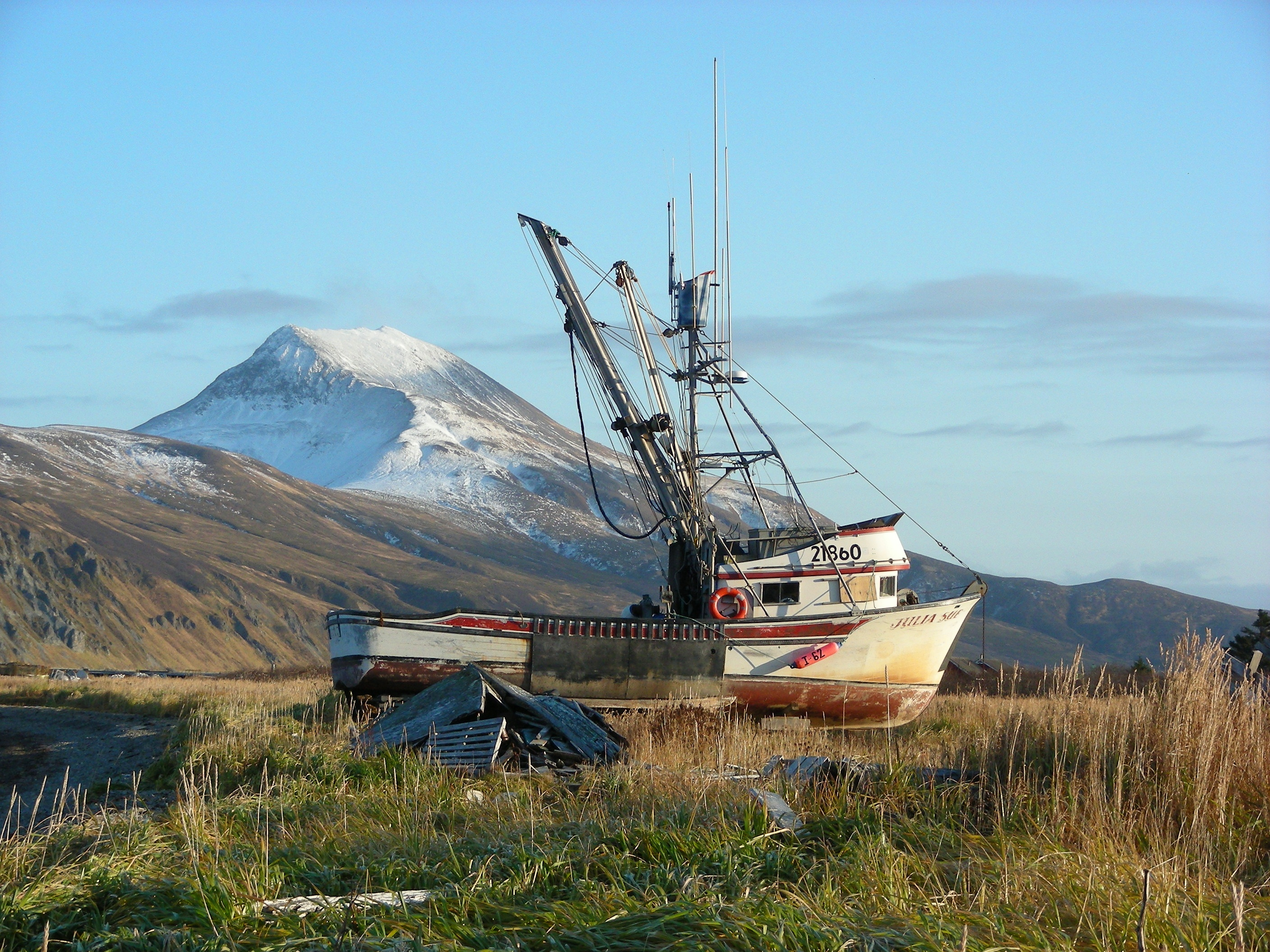
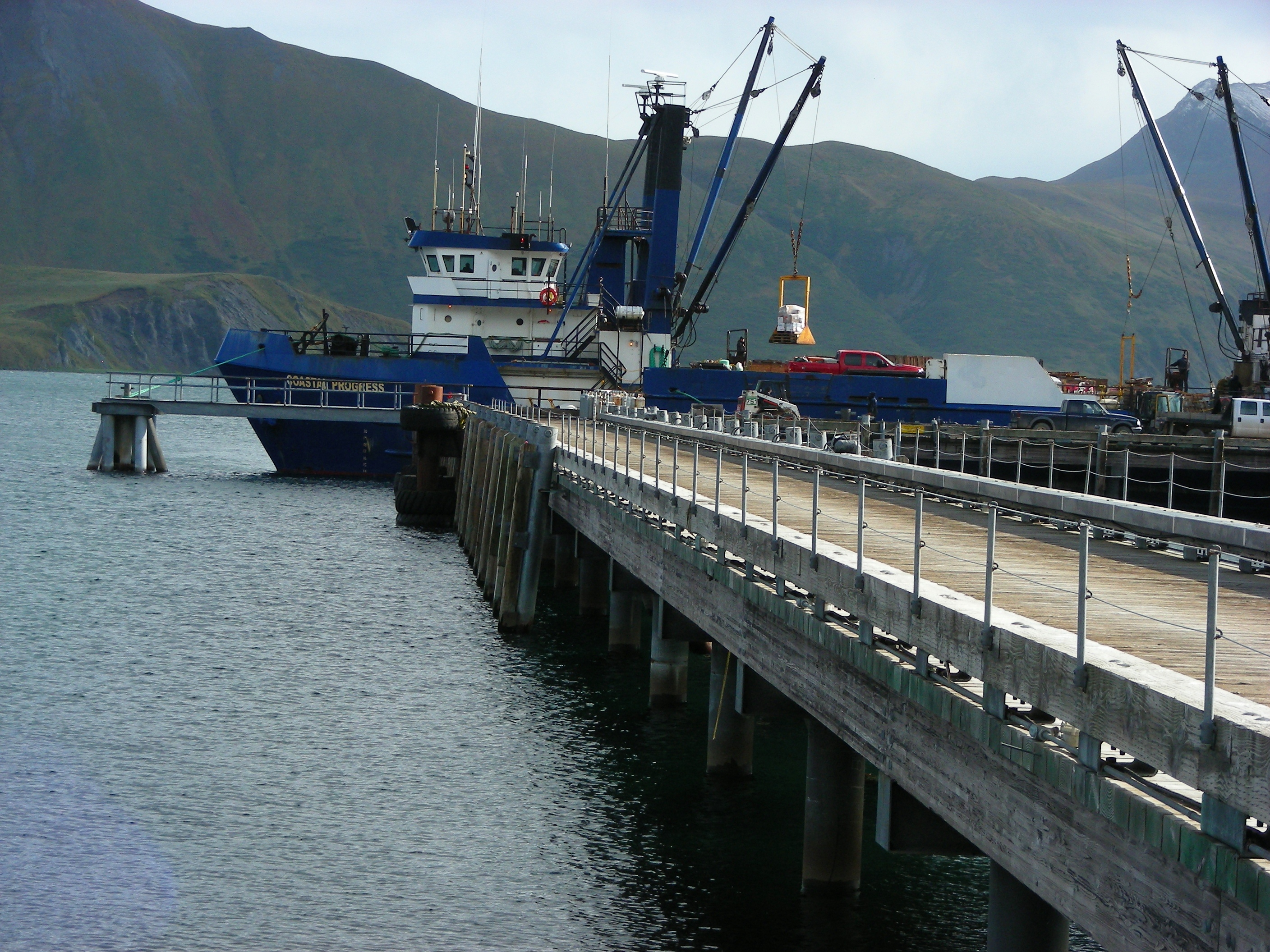
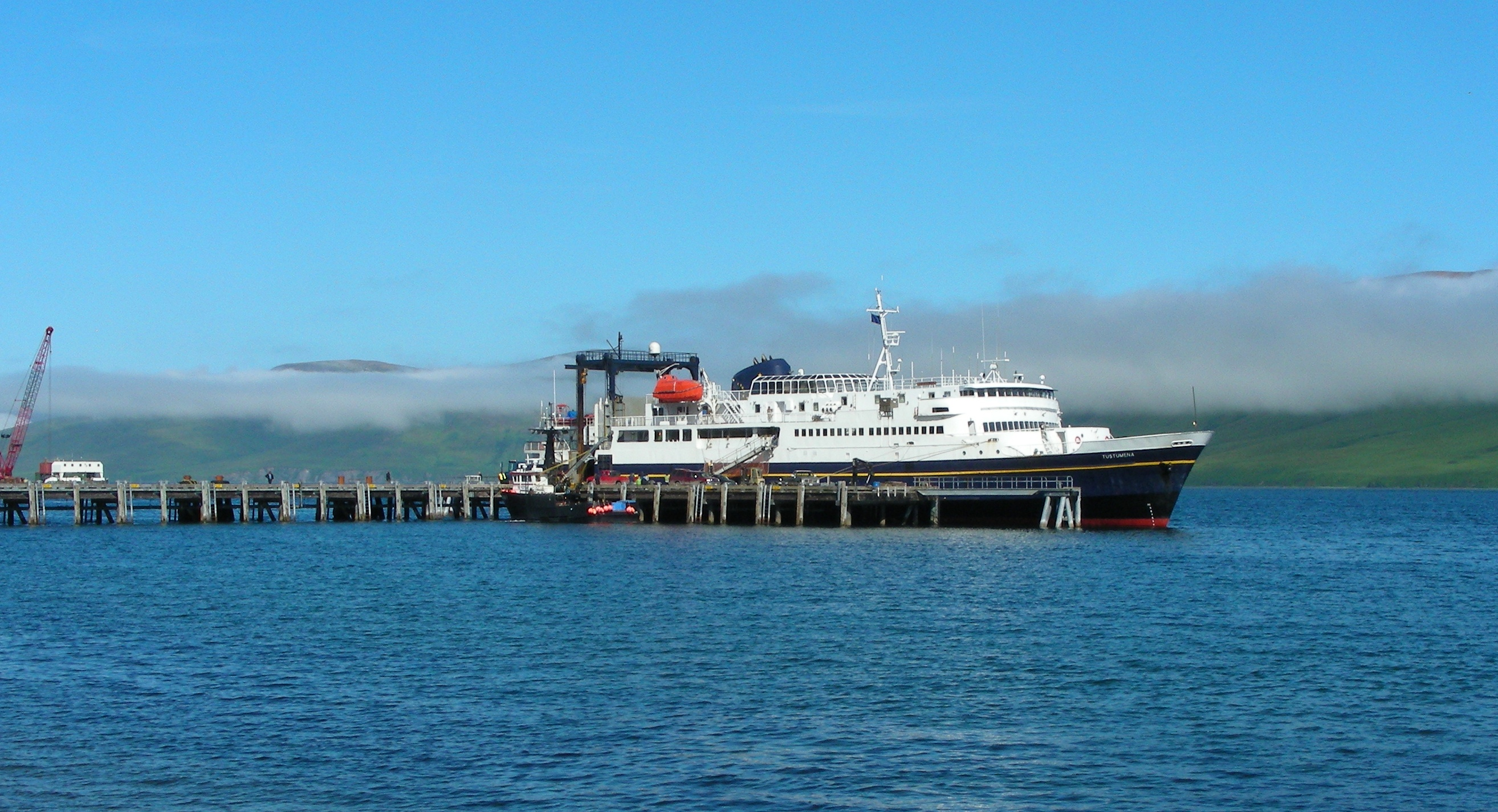
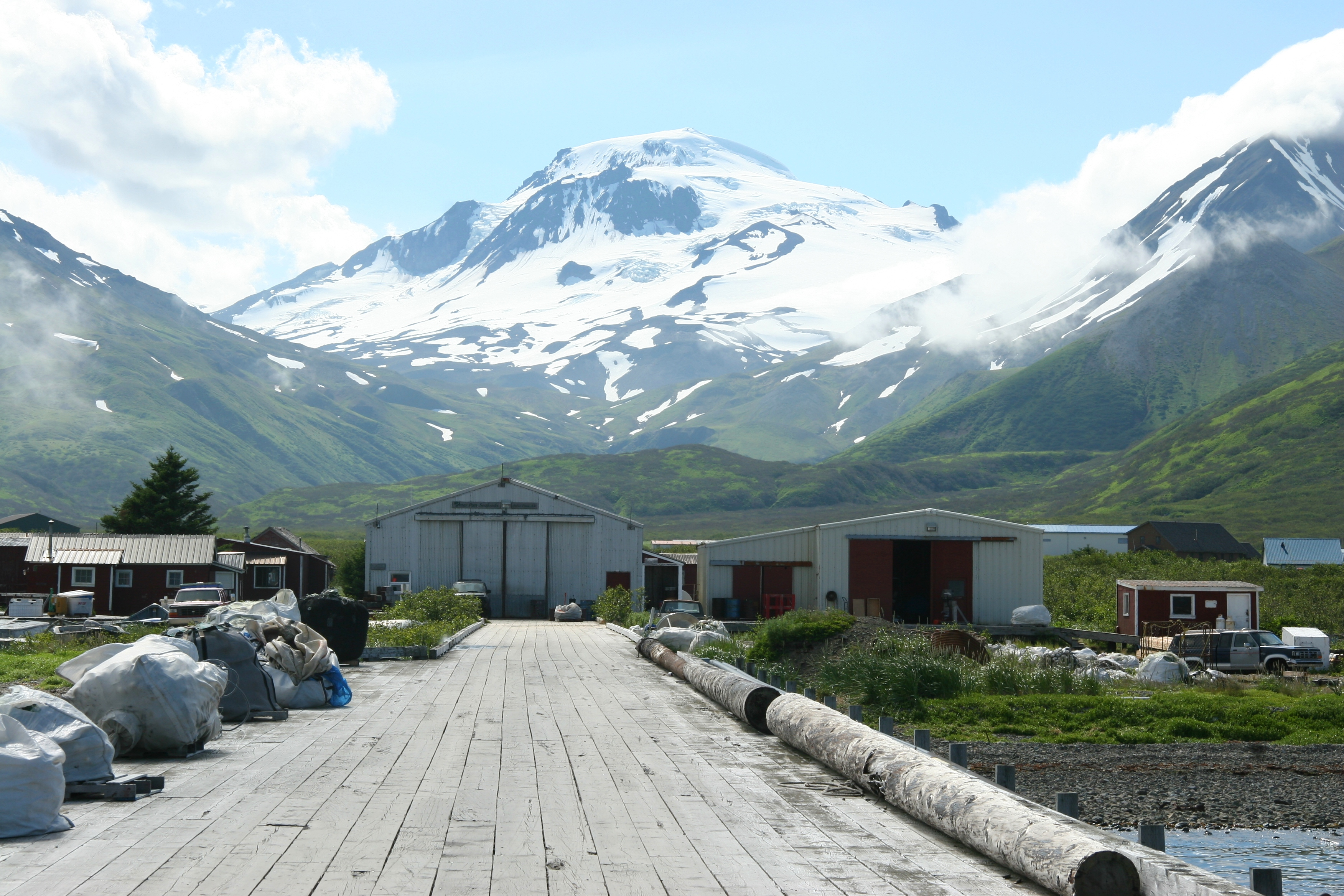
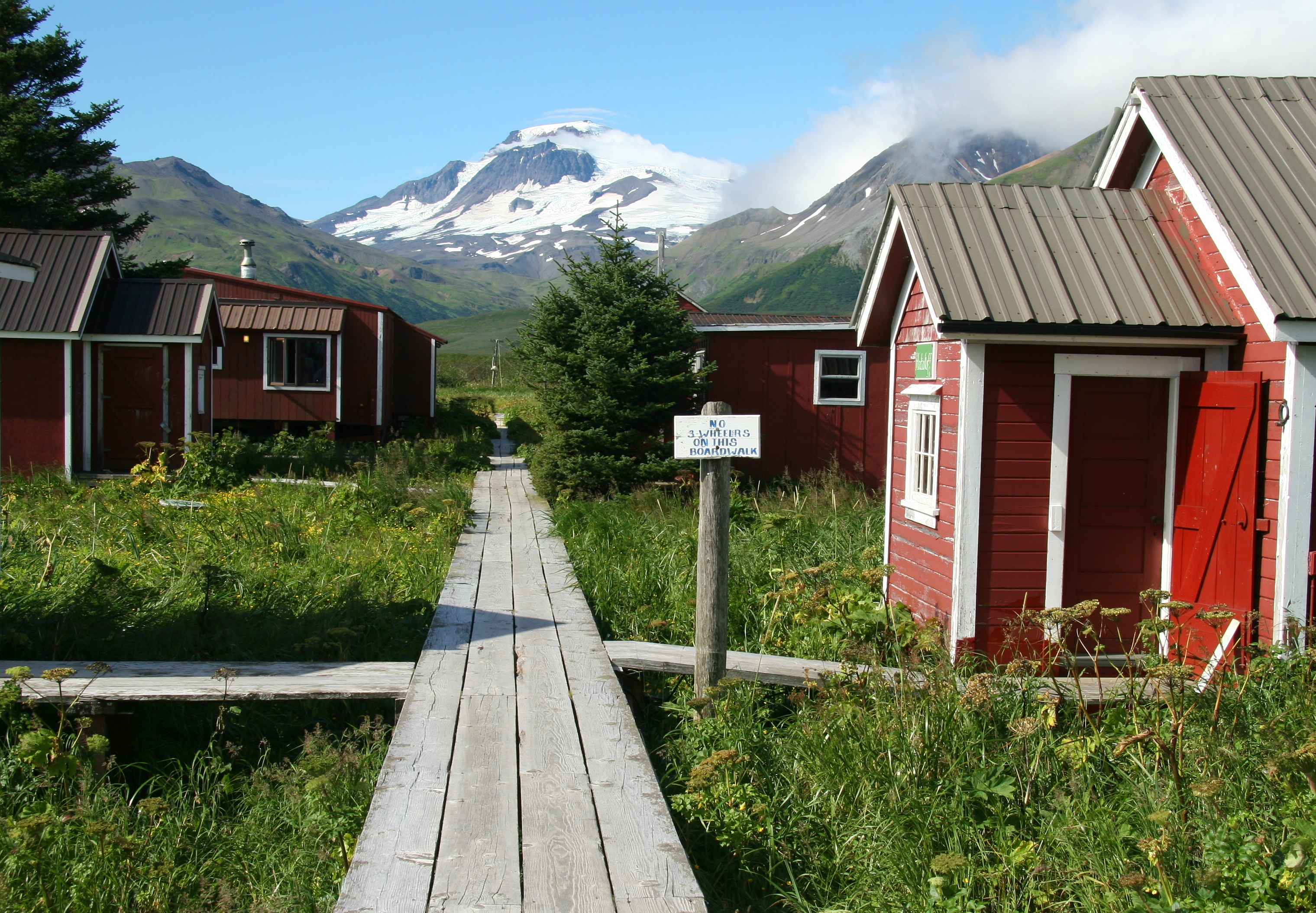
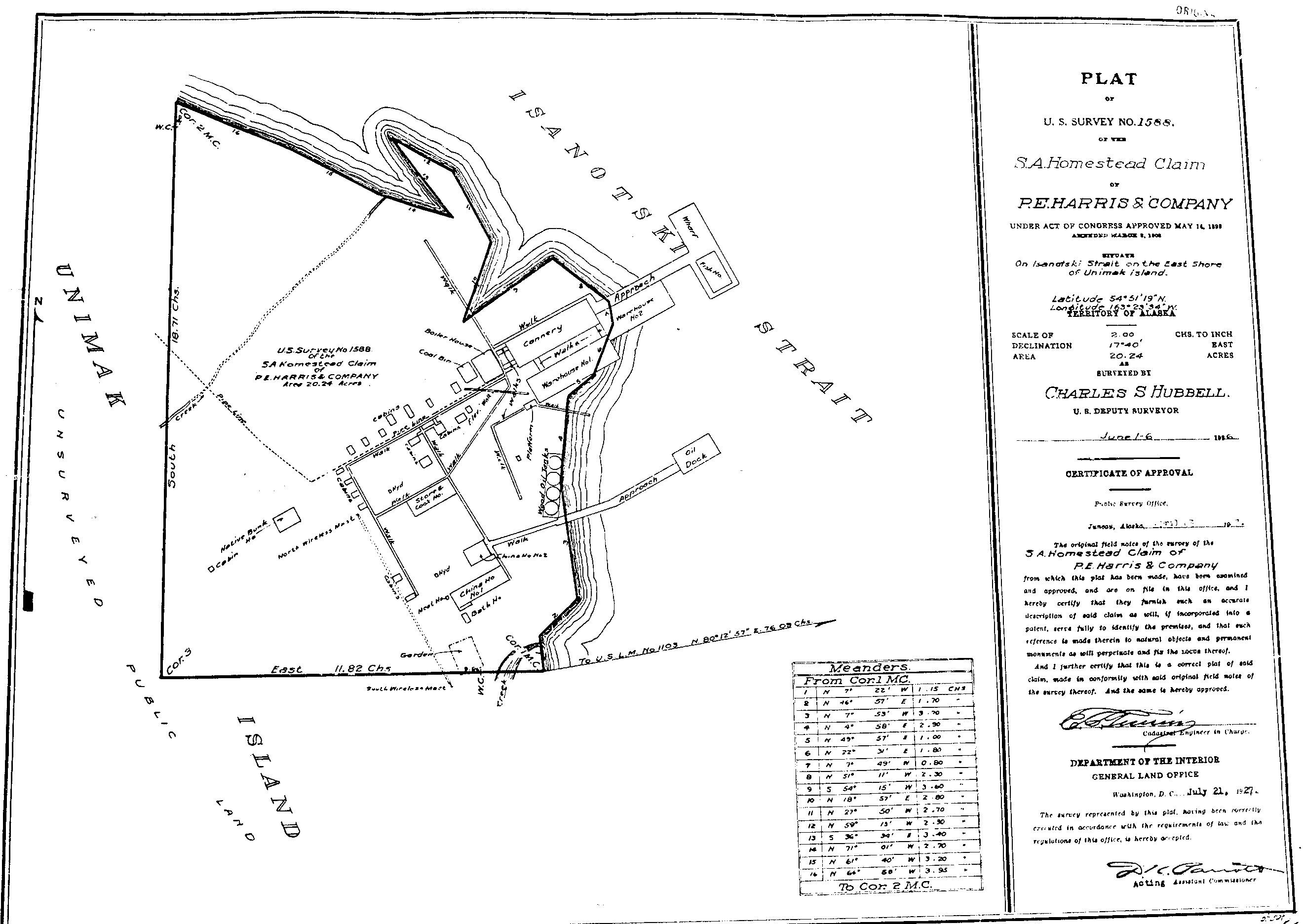
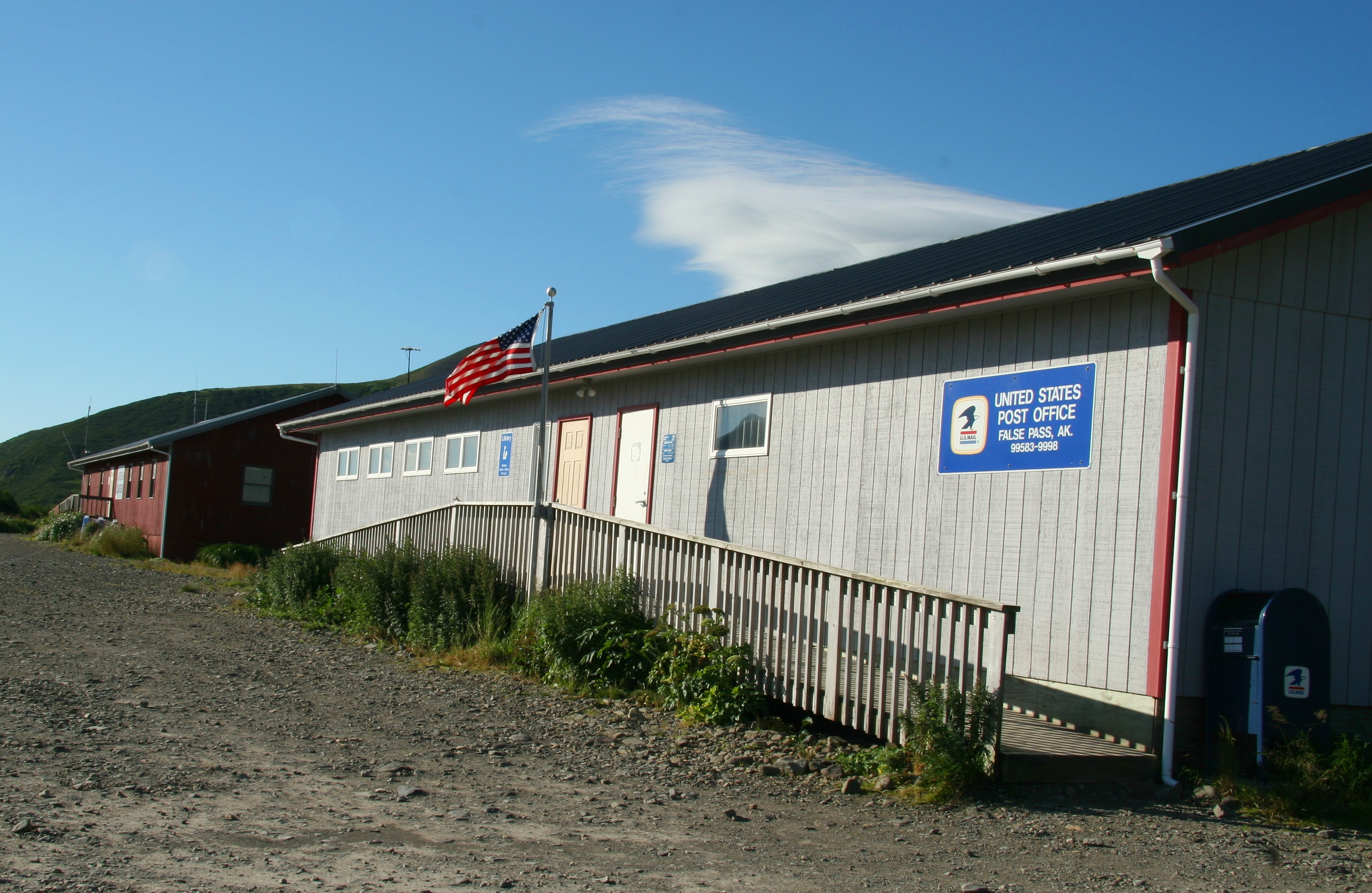
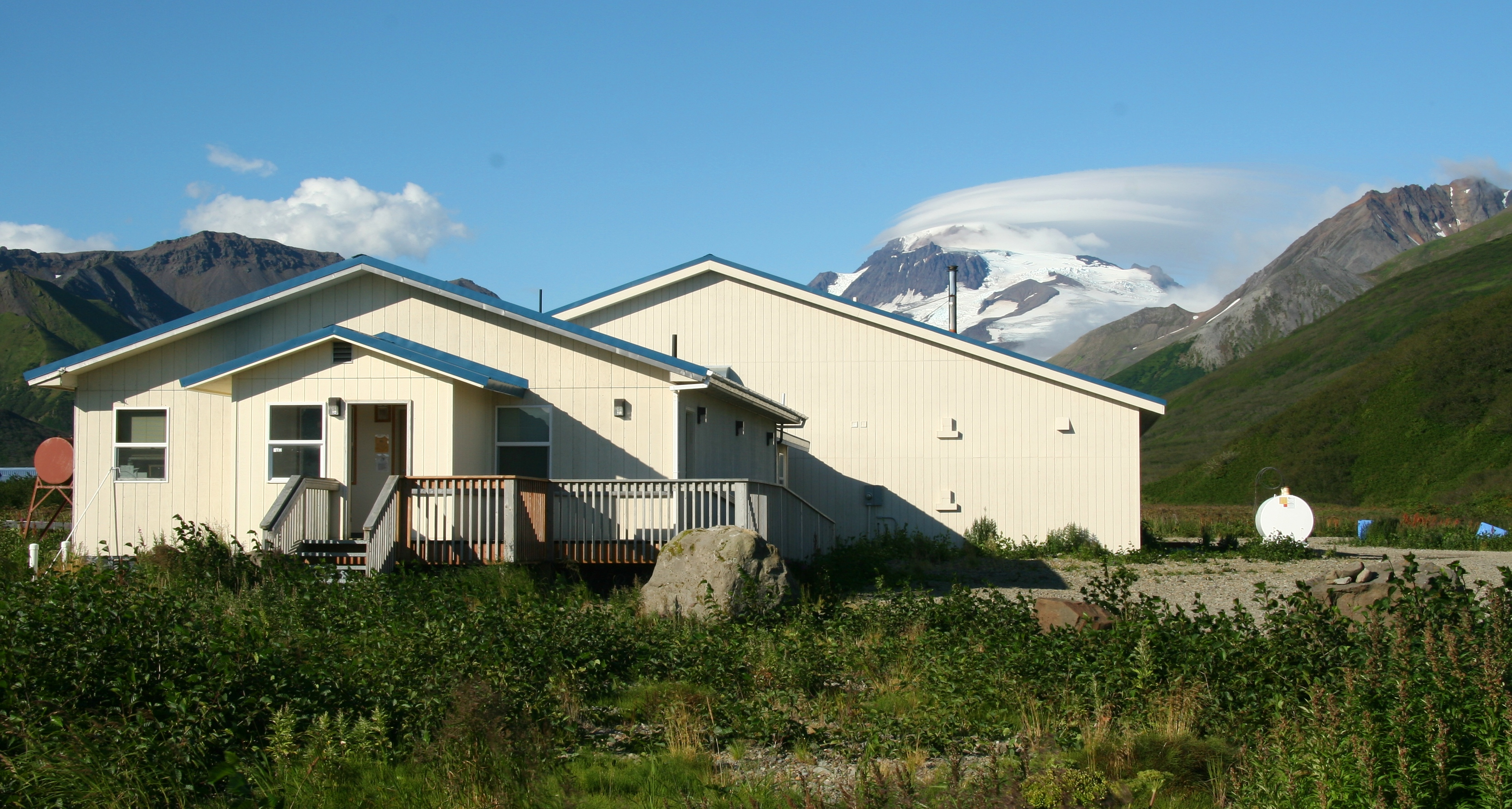
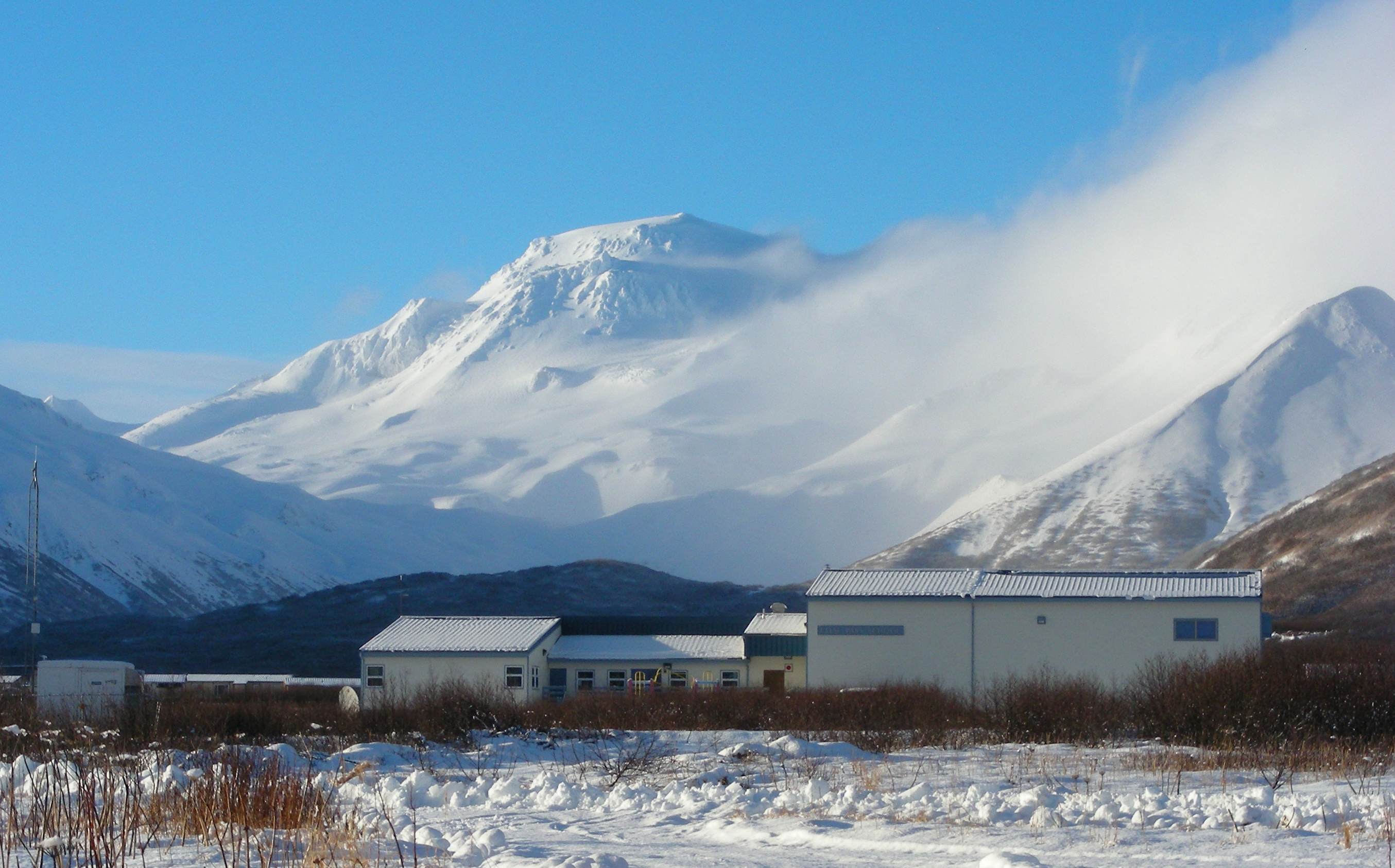
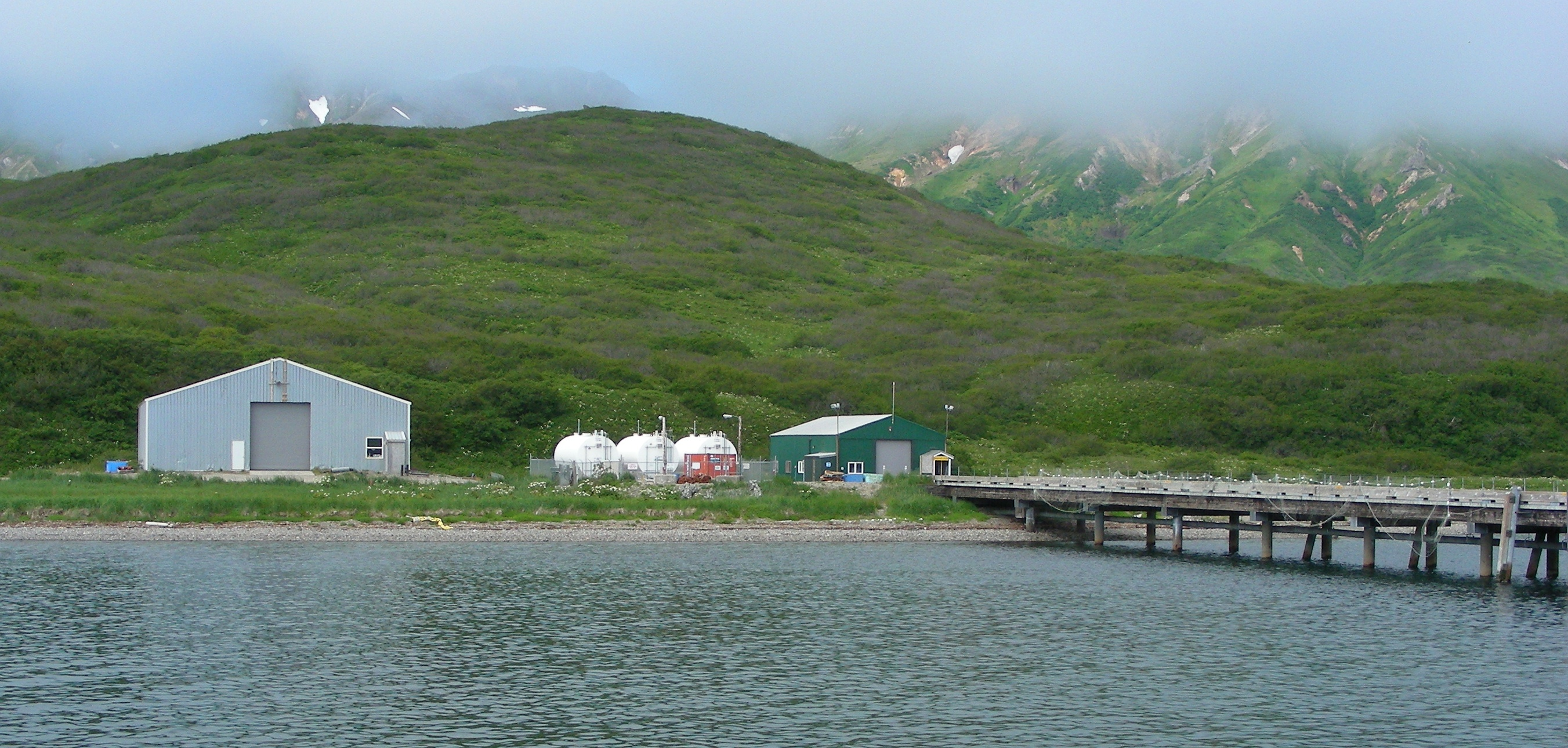
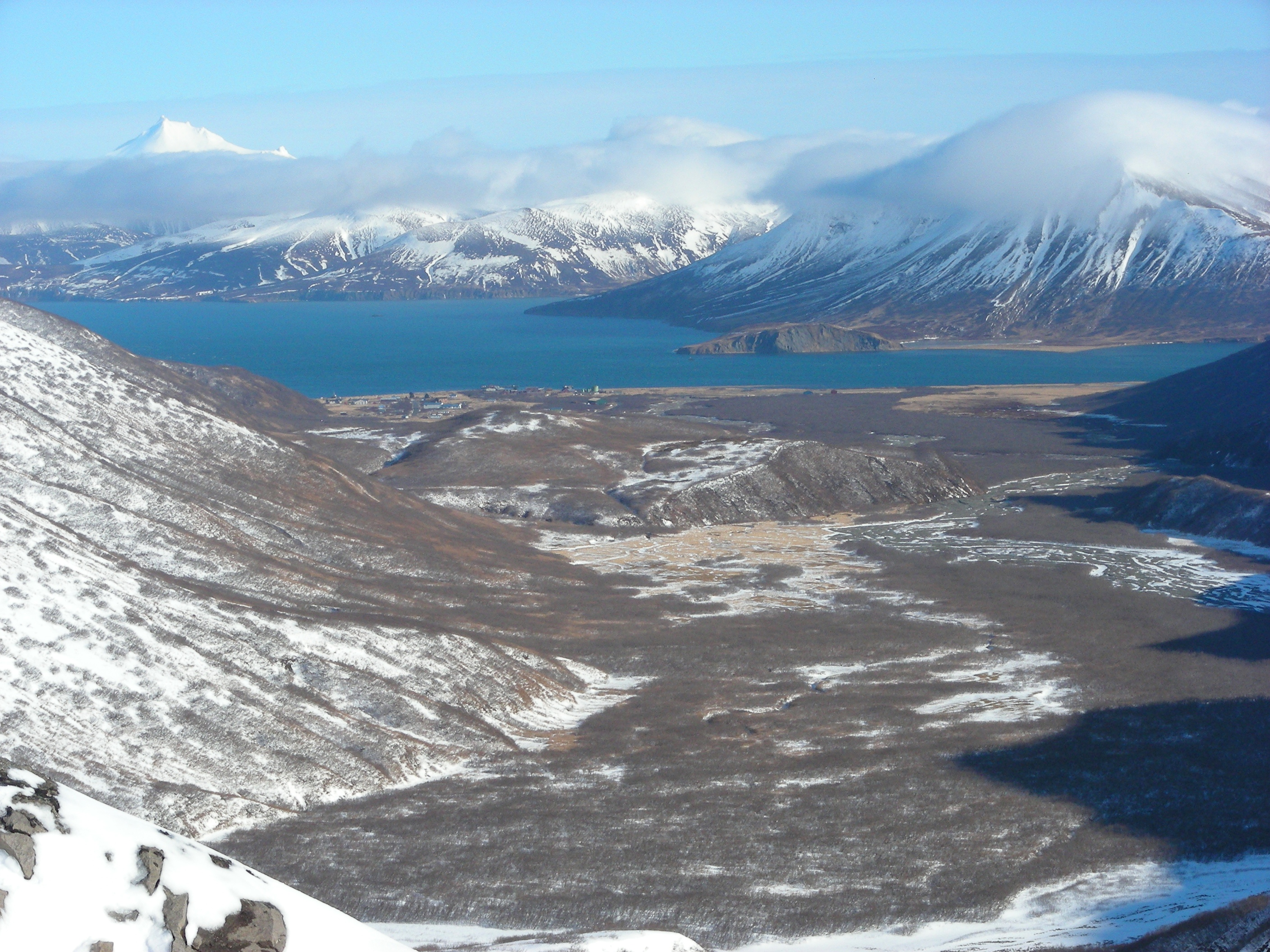
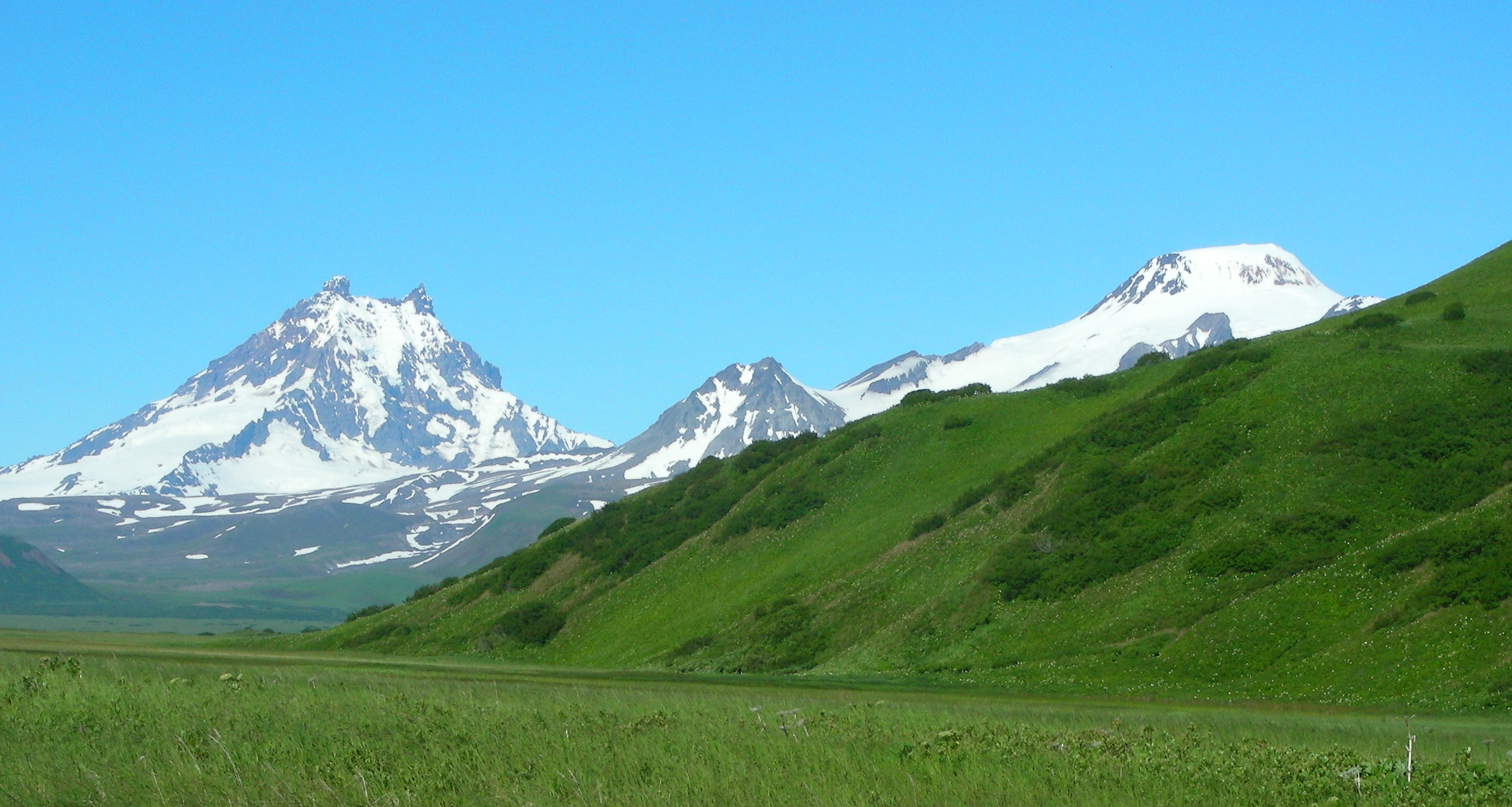
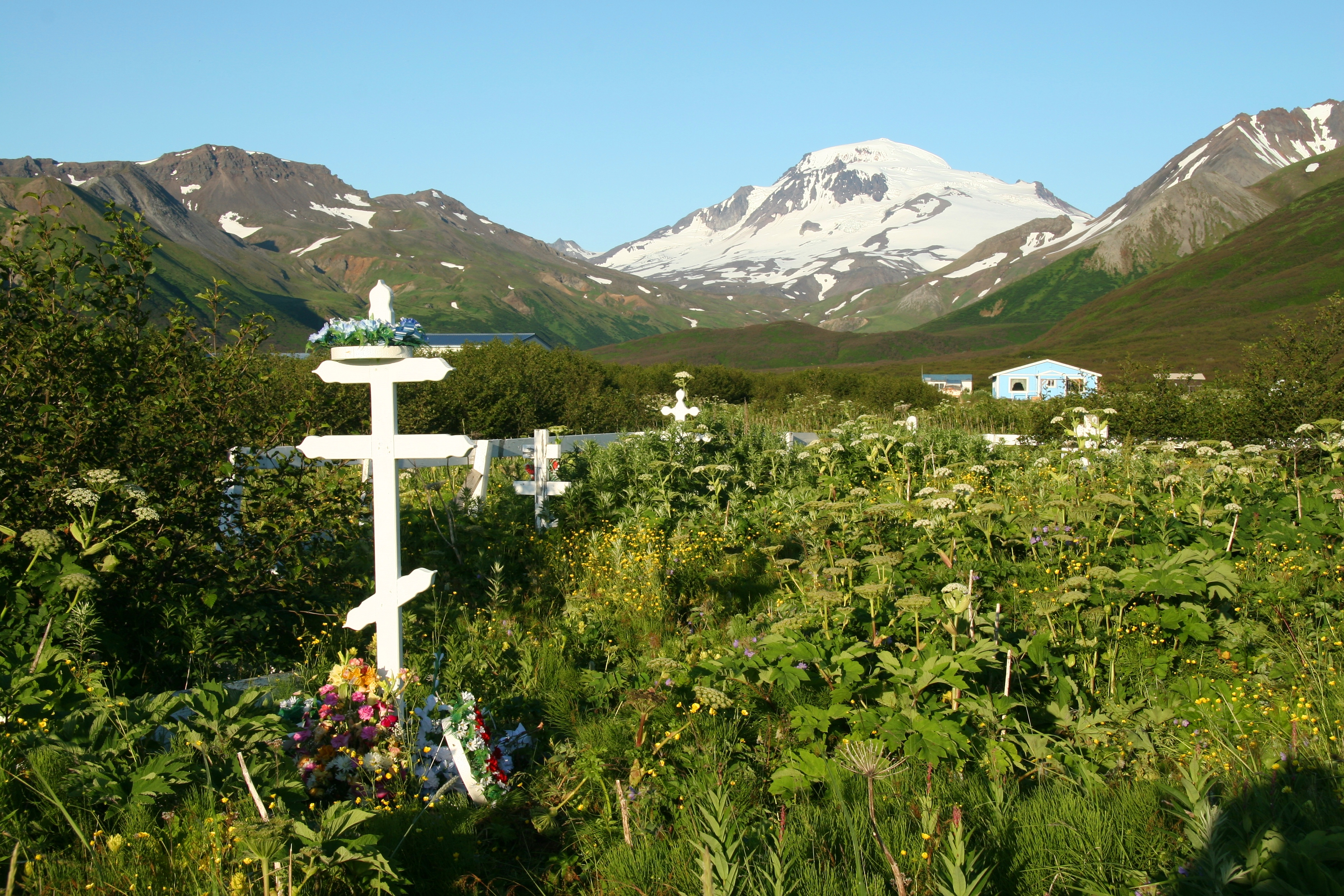